# Andrés Cea
Andrés Cea Galán (Jerez de la Frontera, provincia de Cádiz, 28 de agosto de 1965) es un organista español. En la actualidad, es profesor de Órgano en el Conservatorio Superior de Música de Sevilla y director del grupo de música antigua Scala Çeleite. Asimismo, es académico de la Real Academia de Ciencias, Bellas Artes y Buenas Letras Luis Vélez de Guevara de Écija.

## Biografía

### Formación
Inició su formación musical en su país natal, donde realiza los estudios de Piano y, posteriormente, se traslada a Francia, accediendo al Conservatorio de Música de Lille. Allí, se forma con el organista Jean Boyer, instalándose después en Suiza para estudiar en la célebre Schola Cantorum Basiliensis, de la mano del maestro Jean-Claude Zehnder. Completó su formación en instrumentos de tecla antiguos estudiando clave y clavicordio con intérpretes de la talla de Françoise Lengellé y Bernard Brauchli. Asimismo, sus conocimientos de organería lo llevaron a entrar a formar parte del taller de Gerhard Grenzing.

### Trayectoria
Desde entonces, ha desarrollado una intensa carrera como solista, ofreciendo conciertos por toda España, así como en distintos países de Europa (como Austria, Suiza, Portugal, Alemania, Dinamarca, Francia, Bélgica, Italia, Suecia, Serbia u Holanda), África (Marruecos), Asia (Japón) y América (en países como México, Uruguay o Brasil). Ha efectuado grabaciones para Radio Nacional de España, Westdeutscher Rundfunk (Alemania), Sveriges Radio (Suecia), DRS2 (Suiza) y Radio Educación (México); asimismo, ha realizado registros discográficos para sellos como Lindoro, recibiendo el aplauso de la crítica especializada. En 2009, fue nombrado Organista Titular de la Iglesia Matriz de San Juan Bautista de Marchena (Sevilla).
A nivel camerístico, Cea fundó el conjunto Scala Çeleite, del que es organista y director, realizando conciertos por toda la grografía española y presentándose en algunos de los ciclos musicales más importantes del panorama nacional. Además, ha realizado colaboracioes con otras agrupaciones de música antigua, tan diversas como la Orquesta Barroca de Venecia, el Ensemble Plus Ultra —grupo vocal-instrumental—, Concerto Palatino —capilla de ministriles—, Grupo de Música Alfonso X el Sabio —conjunto medieval—, Ishbilya Consort —grupo de  violas de gamba—, Coro de Cámara de Sevilla —conjunto vocal—, Coro Barroco de Andalucía —agrupación vocal— o Ensemble La Danserye —capilla de ministriles—, entre otros. Esta experiencia le ha permitido trabajar bajo la dirección de especialistas tan importantes como Luis Lozano Virumbrales, Charles Toet, Andrea Marcon, Fahmi Alqhai, Michael Noone o Jean Tubéry.
Paralelamente, Cea ha desarrollado una considerable labor docente, impartiedo clases magistrales en distintos países de Europa —como Holanda, Francia, Suecia o Suiza—, así como en México y en Japón. En 2000, fundó la Academia de Órgano de Andalucía, que dirigió hasta su disolución en 2010, a raíz de la falta de subvenciones por parte de la Junta de Andalucía. Por otra parte, su interés por el ámbito de la investigación musical lo han llevado a publicar multitud de artículos en distintas revistas especializadas, como Diferencias, Revista de musicología, Nassarre, Anuario musical o Scherzo. Además, ha realizado el catálogo e inventario de los órganos de las provincias de Cádiz, Huelva y Jaén en 1995, 1996 y 1998, respectivamente, en colaboración con Isabel Chía Trigos y bajo el auspicio del Centro de Documentación Musical de Andalucía. También el de Córdoba en 2011. Su labor en el mundo de la musicología destaca asimismo por la primera publicación de la integral de la producción organística de Francisco Fernández Palero en el año 2005 y, tres años más tarde, de los ricercari de Sebastián Raval.

## Galardones
- 2001 - Coup de chapeau, otorgado por la revista Magazine Orgue, por el disco Tiento a las Españas.[5][1][3]
- 2007- Coup de chapeau, otorgado por la revista Magazine Orgue, por el disco Lerma. Francisco Correa de Arauxo: Facultad Orgánica (1626) I.[1][3]
- 2012- Coup de coeur, otorgado por la revista Magazine Orgue, por el disco Música d'orgue a Catalunya s. XVI - s. XVII, vol. I.[8]

## Discografía

### Como solista
- Alabança de Tañedores. Organistas en Andalucía (1550-1626). Piezas de Juan Bermudo, Francisco Peraza, Estacio Lacerna, Francisco Fernández Palero y Francisco Correa de Arauxo. Órgano del siglo XVI en la Catedral de Évora (Portugal). Almaviva, 1996.[9]
- Tiento a las Españas. Piezas de Antonio Valente, Bernardo Storace, Manoel Rodrigues Coelho, Francisco Correa de Arauxo y Francisco de Tejada. Órgano de la Epístola de la Iglesia de San Juan Bautista de Marchena (Sevilla), construido por Juan de Chavarría (1765). Lindoro, 1997[10] (galardonado con el premio Coup de chapeau 2001)[5][1][3]
- Lerma. Francisco Correa de Arauxo: Facultad Orgánica (1626) I. Órgano de la Epístola de la Colegiata de San Pedro de Lerma (Burgos), construido por Diego Quijano (1616). Lindoro, 2006[11] (galardonado con el premio Coup de chapeau 2007).[1][3]
- Domenico Scarlatti & Cia. Piezas de Domenico Scarlatti, José Lidón, José de Nebra y Joaquín de Oxinaga. Órgano del Palacio Real de Madrid, construido por Jorge Bosch. Lindoro, 2007.[12]
- Cabezón. Suavidad y extrañeza. Piezas de Antonio de Cabezón. Órgano de la Iglesia de Santiago El Mayor de Castaño del Robledo (Huelva), construido por Francisco Ortíguez (1750). Lindoro, 2010.[13]
- Música d'orgue a Catalunya s. XVI - s. XVII, vol. I. Piezas de Antoni Martín y Coll, Gabriel Menalt, Francesc Espelt, Joan Baseia y Bernabé Iriberia. Órgano de la Iglesia de Santa María de Cadaqués (Gerona). Tritó Edicions, 2011[14] (galardonado con el premio Coup de coeur 2012).[8]
- Flores de Música. Obras y versos de varios organistas. Fray Antonio Martín y Coll. Piezas de varios compositores, recopiladas por Antoni Martín y Coll (1706). Órganos históricos de la Comunidad de Madrid (Estremera —órgano construido por Pedro Liborna Echevarría en 1716—, Leganés —órgano construido por José de Verdalonga en 1790— y Valdemoro —órgano construido por Pedro Liborna Echevarría en 1737—). Lindoro, 2011.[15]

### Junto a conjuntos de cámara
- Tomás Luis de Victoria: Missa Alma Redemptoris: magníficats y motetes para la Virgen. Andrés Cea (Órgano de la Epístola de la Colegiata de San Pedro de Lerma, Burgos), Ensemble Plus Ultra, Michael Noone (dirección). CD 5 en: Tomás Luis de Victoria – Sacred Works, 10 CDs. Archiv (Deutsche Grammophon)/Universal Music Spain, 2008–2011.[16]
- Ángeles o Calandrias. Cantar al órgano en la España de los siglos XVI y XVII. Piezas de Giovanni Pierluigi da Palestrina, Francisco Guerrero, Alonso Lobo, Tomás Luis de Victoria, Manoel Rodrigues Coelho, Francisco Correa de Arauxo y Joseph de Torres. Mark Chambers (contratenor), Javier Jiménez (bajo), Bárbara Sela (bajón), Arnau Rodón (cornetto), Andrés Cea (claviórgano). Lindoro, 2013.[17]

## Publicaciones

### Libros
- Cea Galán, Andrés; Chía Trigos, Isabel (1995). Órganos en la provincia de Cádiz. Inventario y catálogo. Granada: Centro de Documentación Musical de Andalucía. ISBN 84-87826-95-4.  (enlace roto disponible en Internet Archive; véase el historial, la primera versión y la última).
- Cea Galán, Andrés; Chía Trigos, Isabel (1996). Órganos en la provincia de Huelva. Inventario y catálogo. Granada: Centro de Documentación Musical de Andalucía. ISBN 84-87826-17-2.  (enlace roto disponible en Internet Archive; véase el historial, la primera versión y la última).
- Cea Galán, Andrés; Chía Trigos, Isabel (1998). Órganos en la provincia de Jaén. Inventario y catálogo. Granada: Centro de Documentación Musical de Andalucía. ISBN 84-8266-021-7.  (enlace roto disponible en Internet Archive; véase el historial, la primera versión y la última).
- Fernández Palero, Francisco (2005).  Andrés Cea Galán, ed. Obras para tecla. Rottweil: Edition Gaus.
- Raval, Sebastián (2008).  Andrés Cea Galán, ed. Il primo libro di ricercari a quatro voci cantabili. Madrid: Fundación Caja Madrid.
- Cea Galán, Andrés; Chía Trigos, Isabel (2011). Órganos en la provincia de Córdoba. Inventario y catálogo. Granada: Centro de Documentación Musical de Andalucía. ISBN 978-84-9959-063-9.

### Artículos
- «El ayrecillo de proporción menor en la Facultad Orgánica de Francisco Correa de Arauxo». Nassarre: revista aragonesa de musicología 6 (2). Zaragoza: Institución Fernando el Católico. Diputación de Zaragoza. 1990. pp. 9-23. ISSN 0213-7305.
- «El libro del órgano de Maese Jorge Flamenco: unas memorias de registros y misturas olvidadas en el archivo catedralicio de Sevilla». Nassarre: revista aragonesa de musicología 9 (1). Zaragoza: Institución Fernando el Católico. Diputación de Zaragoza. 1993. pp. 33-77. ISSN 0213-7305.
- «Cantar al órgano». Scherzo 14 (139). 1999. pp. 134-138. ISSN 0213-4802.
- «Pablo Bruna según fray Pedro de San Lorenzo: perspectivas para la interpretación de la música de los organistas aragoneses del siglo XVII». Nassarre: revista aragonesa de musicología 16 (1). Zaragoza: Institución Fernando el Católico. Diputación de Zaragoza. 2000. pp. 9-34. ISSN 0213-7305.
- «Francisco Correa de Arauxo: Nuevos documentos sobre su vida y entorno en el Archivo Histórico Provincial de Sevilla». Nassarre: revista aragonesa de musicología 22 (1). Zaragoza: Institución Fernando el Católico. Diputación de Zaragoza. 2006. ISSN 0213-7305. Archivado desde el original el 22 de diciembre de 2015. Consultado el 12 de diciembre de 2015.
- «Francisco Correa de Arauxo (1584-1654)». Revista de la Fundación Juan March (388). Madrid: Fundación Juan March. 2009. pp. 2-7. ISSN 1697-9753.
- «Nuevos pasajes corruptos en Obras de música de Antonio de Cabezón». Diferencias. Sevilla: Conservatorio Superior de Música de Sevilla. 2010. pp. 67-98.
- «Nuevas rutas para Cabezón en manuscritos de Roma y París». Revista de Musicología 34 (2). Instituto Complutense de Ciencias Musicales. 2011. pp. 223-234. ISSN 0210-1459.
- «Audire, tangere, mirari: Notas sobre el instrumentarium de los Cabezón». Anuario musical: Revista de musicología del CSIC (69). Madrid: Consejo Superior de Investigaciones Científicas. 2014. pp. 225-248. ISSN 0211-3538.

### Colaboraciones en obras colectivas
- «Diferencias sobre el "tañer con buen ayre": Aproximación a un problema en la interpretación de la música ibérica de tecla del siglo XVI». Los instrumentos musicales en el siglo XVI. Ávila: Fundación Cultural Santa Teresa. 1997. pp. 165-176. ISBN 84-920715-3-2.
- Musique ibérique au clavicorde. Schola Cantorum Documenta (en alemán, francés). Notas al CD de Ilton Wjuniski. Harmonia Mundi. 1997. Archivado desde el original el 22 de diciembre de 2015. Consultado el 12 de diciembre de 2015.
- «El Quadern en xifra de la Biblioteca de Catalunya: una nueva fuente para la música de órgano en los Países Catalanes». Anuari de l'Orgue II. Assocació Catalana de l'Orgue. 2003. pp. 7-18.
- Suárez Pajares, Javier; Griffiths, John (coord.) (2004). «Órganos en la España de Felipe II: Elementos de procedencia foránea en la organería autóctona». Políticas y prácticas musicales en el mundo de Felipe II : estudios sobre la música en España, sus instituciones y sus territorios en la segunda mitad del siglo XVI. Madrid: Instituto Complutense de Ciencias Musicales. pp. 325-392. ISBN 84-89457-33-6. Archivado desde el original el 22 de diciembre de 2015. Consultado el 12 de diciembre de 2015.
- Morales, Alfredo J. (coord.) (2005). «La organería en la Andalucía barroca: Centros de actividad y circuitos de difusión». Congreso Internacional Andalucía Barroca: actas. 3. Literatura, música y fiesta. Junta de Andalucía. Archivado desde el original el 22 de diciembre de 2015. Consultado el 12 de diciembre de 2015.
- Ayre de España: Cuestiones sobre tiempo y estilo en la Escuela Música de fray Pablo Nassarre. Palencia: Asociación de Amigos del Órgano de Palencia. 2006. Archivado desde el original el 22 de diciembre de 2015. Consultado el 12 de diciembre de 2015.
- Luisa Morales, ed. (2007). «¿Quién te me enojó Isabel?... y otras preguntas sin respuesta en las Obras de música de Antonio de Cabezón». Cinco siglos de música de tecla española: actas de los Symposia FIMTE 2002-2004. Almería: Asociación Cultural Leal. ISBN 978-84-611-8235-0. Archivado desde el original el 22 de diciembre de 2015. Consultado el 12 de diciembre de 2015.
- Martín Pradas, Antonio (coord.) (2009). «Órganos de las parroquias y conventos de Écija: Análisis y estado actual de conservación». Actas de las VII Jornadas de Protección del Patrimonio Histórico de Écija. Écija: Asociación de Amigos de Écija. pp. 45-58. ISBN 978-84-613-3162-8.
- La cifra hispana: música, tañedores e instrumentos (siglos XVI-XVIII). Madrid. 2014. ISBN 978-84-697-1420-1. Archivado desde el original el 3 de marzo de 2016. Consultado el 12 de diciembre de 2015.
- Moreno de Soto, Pedro Jaime (coord.) (2014). «El órgano». Fuga Mundi: Clausuras de Osuna. El monasterio de San Pedro. 2. Patrimonio. Osuna: Amigos de los Museos de Osuna. pp. 120-129. ISBN 978-84-617-1925-9.